# دورات أسواق الأسهم
انظر دورة الأعمال.
دورات سوق الأسهم: هي أنماط افتراضية، يجادل المؤيدون لهذة الفرضيات والأنماط بأنها قد تكون موجودة في أسواق الأسهم.
تم اقتراح العديد من هذه الدورات، مثل ربط تغييرات سوق الأسهم بالقيادة السياسية، أو التقلبات في أسعار السلع. بعض أنماط سوق الأوراق المالية معترف بها عالمياً (على سبيل المثال، التناوب بين هيمنة القيمة الاستثمارية أو نمو الأسهم). ومع ذلك، فإن العديد من الأكاديميين والمستثمرين المحترفين يشككون في أي نظرية تدعي تحديد دورات سوق الأسهم بدقة أو التنبؤ بها. تجادل بعض المصادر بأن تحديد أي أنماط مثل «الدورة» تسمية خاطئة، بسبب طبيعتها غير الدورية.
يتم تحديد التغييرات في عوائد الأسهم بشكل أساسي من خلال عوامل خارجية مثل السياسة النقدية الأمريكية (الفيدرالي) والاقتصاد والتضخم وأسعار الصرف والظروف الاجتماعية والاقتصادية (على سبيل المثال، جائحة فيروس كورونا 2020-2021). لا يؤثر رأس المال المعرفي (الفكري) على الأرباح الحالية لأسهم الشركة. يساهم رأس المال الفكري في نمو عائد السهم.
يعتقد الخبير الاقتصادي ميلتون فريدمان أنه بالنسبة للجزء الأكبر، باستثناء صدمات العرض الكبيرة جداً، فإن تراجع الأعمال التجارية هو أكثر من ظاهرة نقدية. على الرغم من دورات المصطلح المطبق في كثير من الأحيان، فإن التقلبات في النشاط الاقتصادي التجاري لا تظهر دورية موحدة أو يمكن التنبؤ بها.
وفقًا للنظرية القياسية، سيؤدي انخفاض السعر إلى انخفاض العرض وزيادة الطلب، بينما تؤدي الزيادة في السعر إلى عكس ذلك. يعمل هذا بشكل جيد مع معظم الأصول ولكنه غالباً ما يعمل بشكل عكسي بالنسبة للأسهم بسبب الخطأ الذي يرتكبه العديد من المستثمرين في الشراء بسعر مرتفع في حالة من النشوة والبيع بسعر منخفض في حالة من الخوف أو الذعر نتيجة غريزة الرعي. في حالة تسبب الزيادة في السعر في زيادة الطلب، أو يؤدي انخفاض السعر إلى زيادة العرض، فهذا يدمر حلقة التغذية الراجعة السلبية المتوقعة وستكون الأسعار غير مستقرة. يمكن رؤية هذا في الفقاعة أو الانهيار.
إن فرضية السوق الفعال (كفاءة السوق) هي افتراض أن أسعار الأصول تعكس جميع المعلومات المتاحة مما يعني أنه من المستحيل «التغلب على السوق» بشكل منهجي.

## المنشورات
- مجلس المؤتمر - ثقة المستهلك، مؤشر الوضع الحالي لمجلس المؤتمر - تميل المنعطفات الرئيسية في مؤشر الوضع الحالي الخاص بمجلس المؤتمر إلى أن تسبق المنعطفات المقابلة في معدل البطالة - لا سيما في ذروة دورة العمل (أي الدخول في فترات الركود). تميل فترات الصعود الرئيسية في المؤشر أيضًا إلى التنبأ بقمم دورية في معدل البطالة، والتي تحدث غالبًا بعد نهاية فترة الركود. ميزة أخرى مفيدة للمؤشر يمكن استخلاصها من الرسوم البيانية هي قدرته على الإشارة إلى الانكماش المستمر في التوظيف في كشوف المرتبات. كلما تحول التغيير السنوي في هذا المؤشر إلى مستوى سلبي بأكثر من 15 نقطة، دخل الاقتصاد في حالة ركود.[9] تستخدم الطرق الأكثر فائدة للتنبؤ بدورة الأعمال طرقًا مشابهة للمنظمة مثل Eurostat و OECD و Conference Board.[10]

- بنك الاحتياطي الفيدرالي في شيكاغو - مؤشر انتشار بنك الاحتياطي الفيدرالي بشيكاغو (CFNAI) - مؤشر انتشار مؤشر النشاط الوطني الفيدرالي لشيكاغو (CFNAI) هو نموذج اقتصادي كلي لنماذج دورة الأعمال. [عند المرور بقيمة -0.35،] «يشير مؤشر انتشار CFNAI إلى بدايات ونهايات فترات الركود [ NBER ] في المتوسط قبل شهر واحد من CFNAI-MA3.»... يشير تجاوز عتبة -0.35 بواسطة مؤشر انتشار CFNAI إلى زيادة احتمالية بداية الركود (من أعلى) ونهاية الركود (من أسفل). .[11][12][13]

- بنك الاحتياطي الفيدرالي في فيلادلفيا - مؤشر أروبا-ديبولد-سكوتي لظروف العمل (مؤشر ADS) - تم نشره من قبل بنك الاحتياطي الفيدرالي في فيلادلفيا. متوسط قيمة مؤشر ADS هو صفر. تشير القيم الإيجابية الأكبر تدريجيًا إلى ظروف أفضل من المتوسط تدريجيًا، بينما تشير القيم السلبية الأكثر تدريجيًا إلى ظروف أسوأ من المتوسط بشكل تدريجي.[14][15]

- بنك الاحتياطي الفيدرالي في نيويورك - منحنى العائد - يعد منحدر منحنى العائد أحد أقوى المتنبئين للنمو الاقتصادي والتضخم والركود في المستقبل.[16]

- لدى BofA Merrill Lynch - Global Wave - مؤشرات من جميع أنحاء العالم مثل الثقة الصناعية، وثقة المستهلك، ومراجعات التقديرات، وأسعار المنتجين، واستخدام السعة، ومراجعات الأرباح، وانتشار الائتمان. عندما تنخفض الموجة العالمية، ارتفع مؤشر الأسهم MSCI All Country World بنسبة 14٪ في المتوسط على مدى الإثني عشر شهرًا القادمة.[17][18]

- JP Morgan - تميل الأسهم إلى الأداء الجيد في البيئات التي تتميز بمعدلات نمو مرتفعة بالإضافة إلى انخفاض التضخم. عائد S&P 500 = 9.80٪ - 6.44 x حد أقصى [0، -1.26٪ - التغير السنوي لمعدل نمو الناتج المحلي الإجمالي في ٪]. ر 2 = 22.4٪.[19]

- التحليل الفني
- توقيت السوق
- أسفل (التحليل الفني)
- اتجاهات السوق وتتبع الاتجاه
- هيستوار دي بورصات دو فاليور (بالفرنسية)
- ذروة البيع

## روابط خارجية
- U.S. Bureau of Labor Statistics (1 يناير 1948). "Civilian Employment-Population Ratio". FRED, Federal Reserve Bank of St. Louis. مؤرشف من الأصل في 2023-01-10. اطلع عليه بتاريخ 2018-12-16.
- "Wells Fargo Advisors". www.wellsfargoadvisors.com. مؤرشف من الأصل في 2022-10-21. اطلع عليه بتاريخ 2018-12-16.
- Zakamulin، Valeriy (18 ديسمبر 2015). "Secular Mean Reversion and Long-Run Predictability of the Stock Market". SSRN:2209048. {{استشهاد بدورية محكمة}}: الاستشهاد بدورية محكمة يطلب |دورية محكمة= (مساعدة)